# 1177

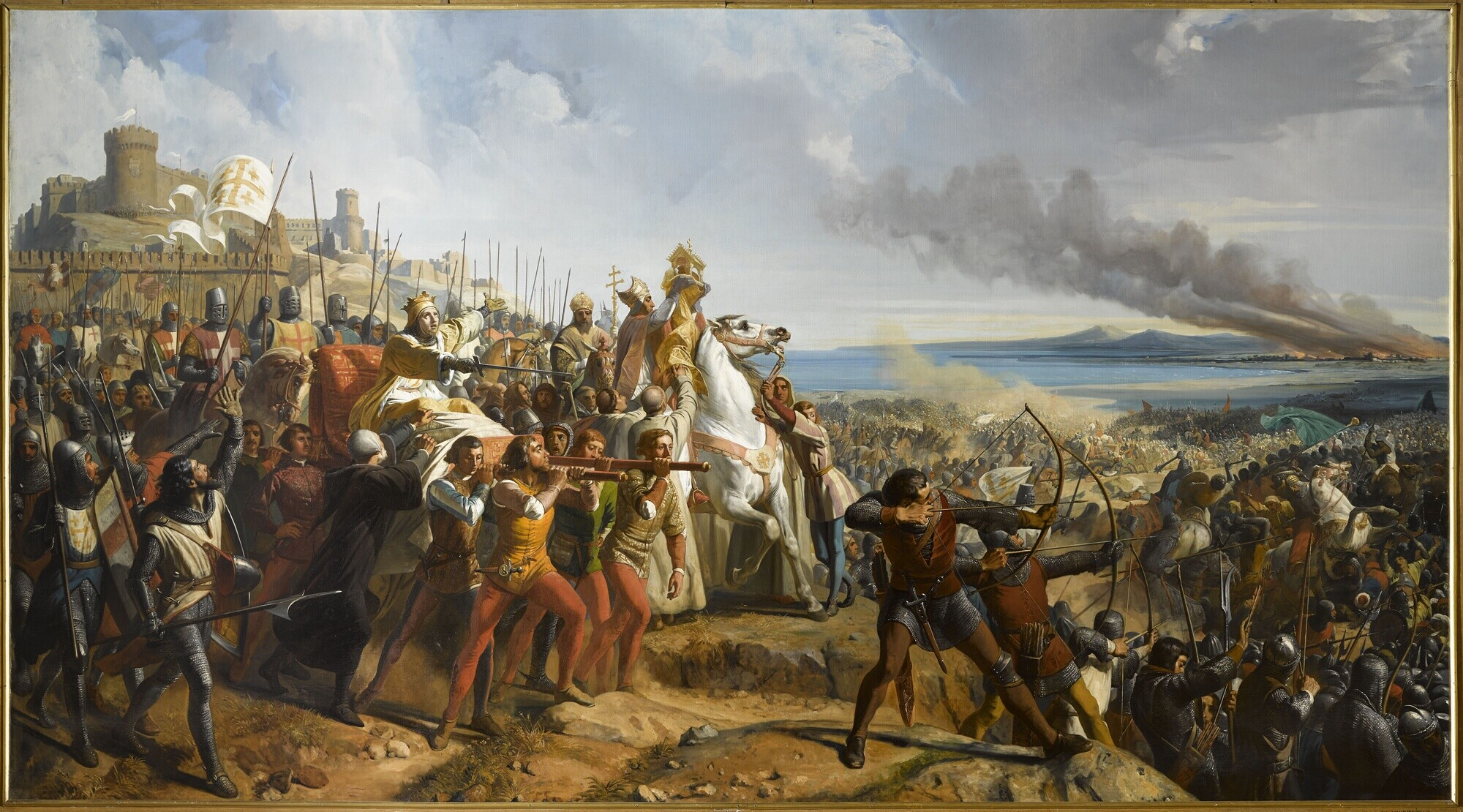
Slag bij Montgisard

Het jaar 1177 is het 77e jaar in de 12e eeuw volgens de christelijke jaartelling.

## Gebeurtenissen
juli
- 23 - Vrede van Venetië: Frederik Barbarossa sluit vrede met de Liga van Lombardije en het koninkrijk Sicilië.
  - Frederik erkent paus Alexander III als paus, waarmee een schisma van 18 jaar eindigt, en Alexander terug kan keren naar Rome.

september
- 21 - Alfons VIII van Castilië verovert na een beleg van bijna negen maanden de stad Cuenca op de moslims.

november
- 25 - Slag bij Montgisard: christenen van het koninkrijk Jeruzalem onder Reinoud van Châtillon boeken nabij Ramla een vernietigende overwinning op het binnengevallen leger van Saladin.

zonder datum
- De Chams plunderen de hoofdstad Angkor van het Khmer-rijk. Ze weten de Khmers te verrassen door over water het rijk binnen te vallen, over de rivier de Tonlé Sap en het meer Tonlé Sap.
- Groothertog Mieszko III van Polen wordt ten val gebracht door een coalitie van zijn oudste zoon Odo, Casimir II en Bolesław I van Silezië-Breslau.
- Prithviraj III van de Chahamana-dynastie bestijgt de troon van Ajmer. Hij wordt heerser over een rijk dat noordelijk Rajastan en oostelijk Punjab omvat.
- De stad Moskou wordt tot de grond toe afgebrand en haar bevolking uitgemoord.
- Willem II van Sicilië trouwt met Johanna Plantagenet.
- Filips van de Elzas trouwt met Mathilde van Portugal.
- Maria Comnena trouwt met Balian van Ibelin.
- Voor het eerst vermeld: Kolomna, Malèves-Sainte-Marie-Wastines, Mont-Sainte-Aldegonde, Völlen, Voronezj

## Opvolging
- patriarchaat van Constantinopel - Michaël III van Anchialus opgevolgd door Chariton
- Hospitaalridders (grootmeester) - Gilbert van Syrië opgevolgd door Roger de Moulins
- La Marche - Adelbert IV opgevolgd door Hendrik II van Engeland
- Noorwegen (Birkebeiner tegenkoning) - Øystein Møyla opgevolgd door Sverre Sigurdsson
- Oostenrijk - Hendrik II Jasomirgott opgevolgd door zijn zoon Leopold V
- Polen - Mieszko III opgevolgd door Casimir II
- aartsbisdom Salzburg - Adalbert III van Bohemen opgevolgd door Koenraad III van Wittelsbach

## Afbeeldingen

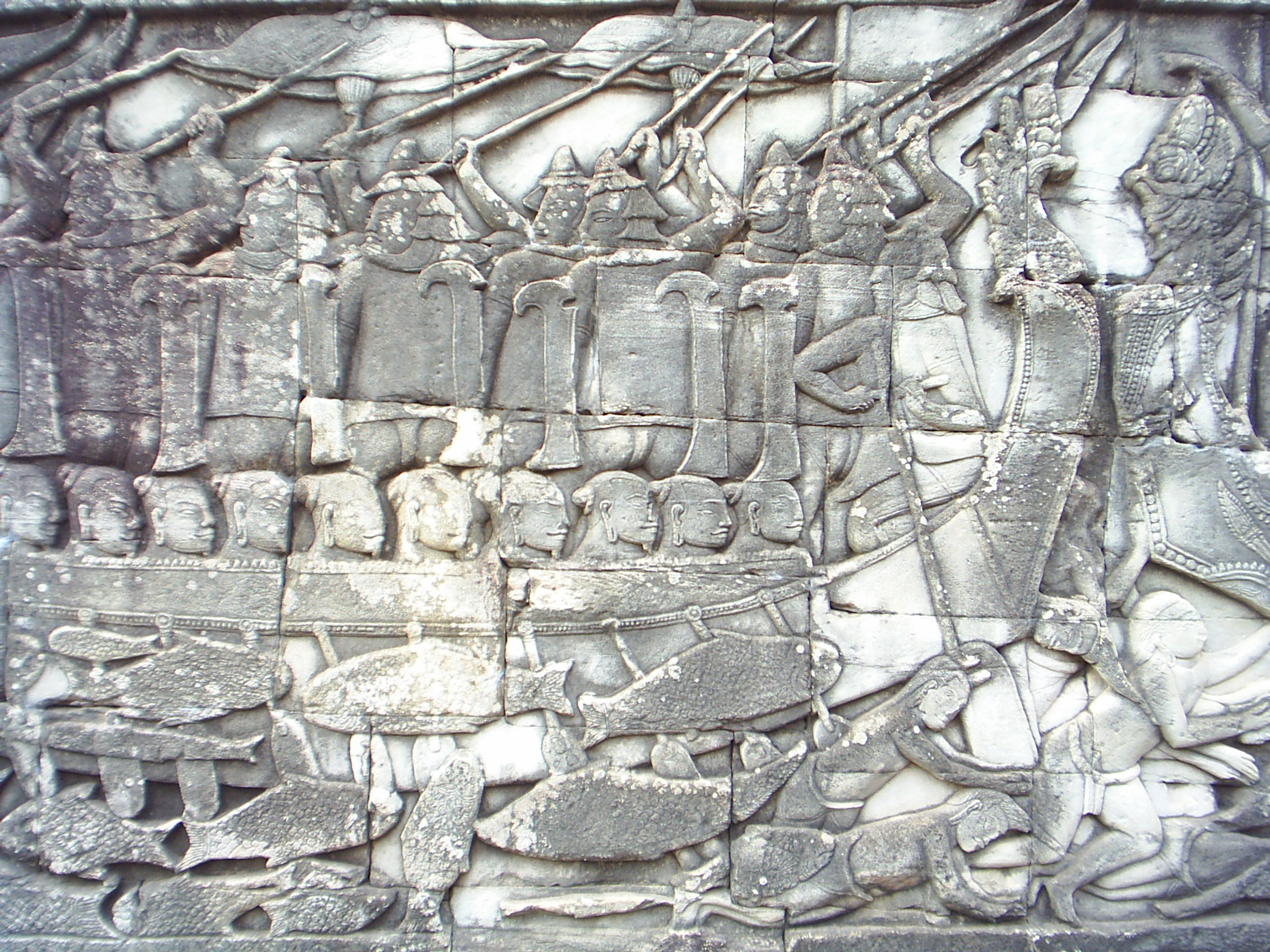
De Cham vallen de Khmer aan
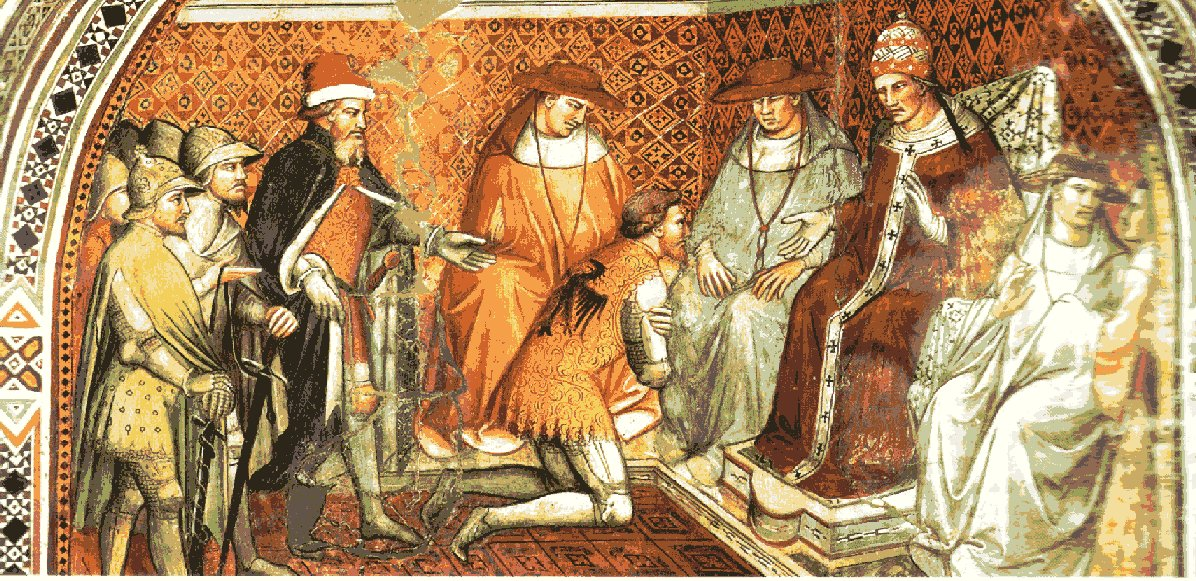
Frederik Barbarossa onderwerpt zich aan Alexander III

## Geboren
- augustus - Boudewijn V, koning van Jeruzalem (1185-1186)
- augustus - Filips van Zwaben, koning van Duitsland (1198-1208)
- Maria van Oignies, Brabants kluizenares en mystica
- Otto van Botenlauben, Duits minnezanger en kruisvaarder
- Johannes van Ibelin, Jeruzalems edelman (jaartal bij benadering)

## Overleden
- 13 januari - Hendrik Jasomirgott (~69), paltsgraaf aan de Rijn (1140-1141), hertog van Beieren (1141-1156) en Oostenrijk (1156-1177)
- 18 oktober - Oldřich II (~43), hertog van Moravië-Olomouc
- Gilbert van Syrië, grootmeester van de Hospitaalridders
- Hugh Bigod, graaf van Norfolk
- Øystein Møyla, tegenkoning van Noorwegen